# Barbara Schulthess

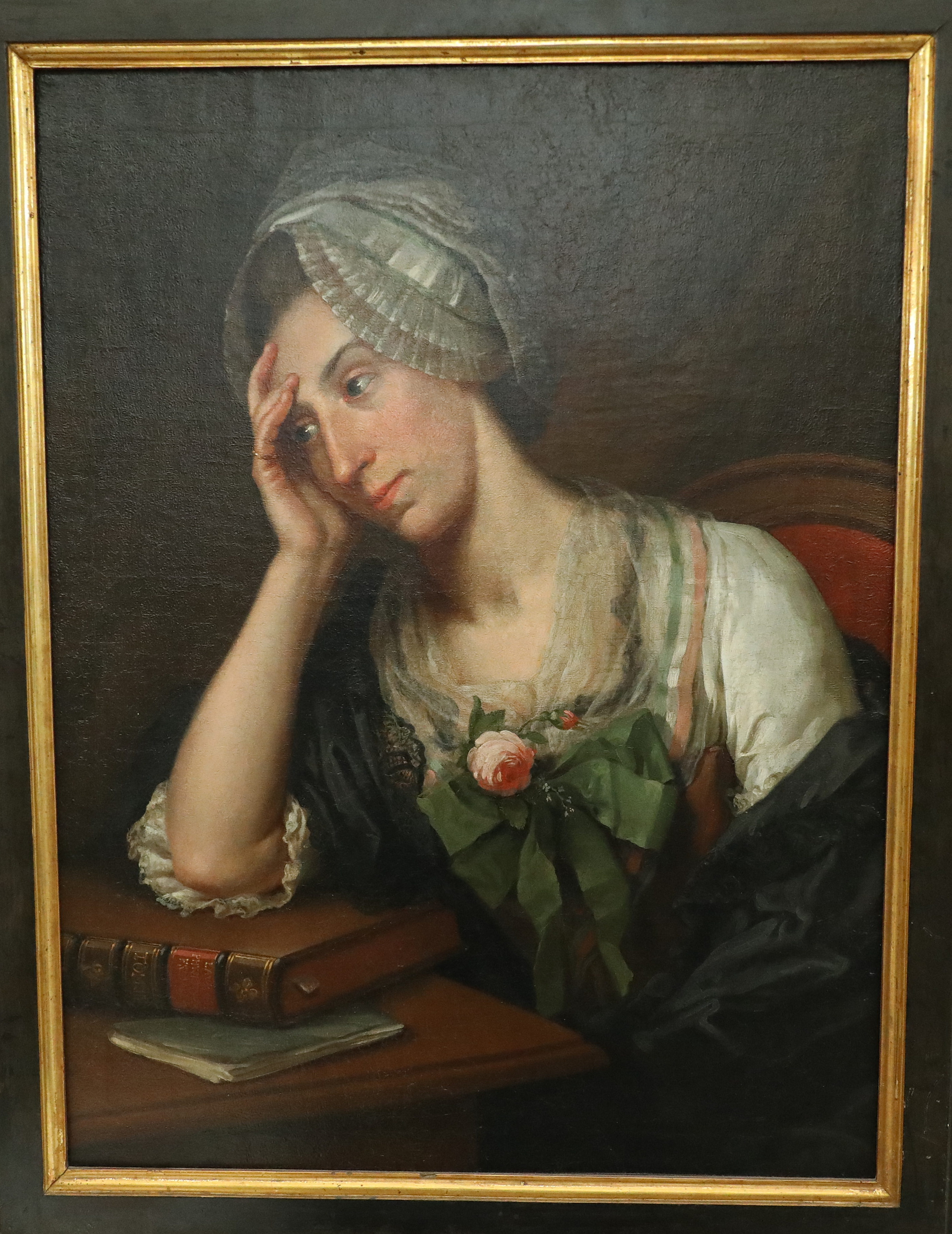
Barbara Schulthess. Gemälde von Johann Heinrich Wilhelm Tischbein in der Zentralbibliothek Zürich.

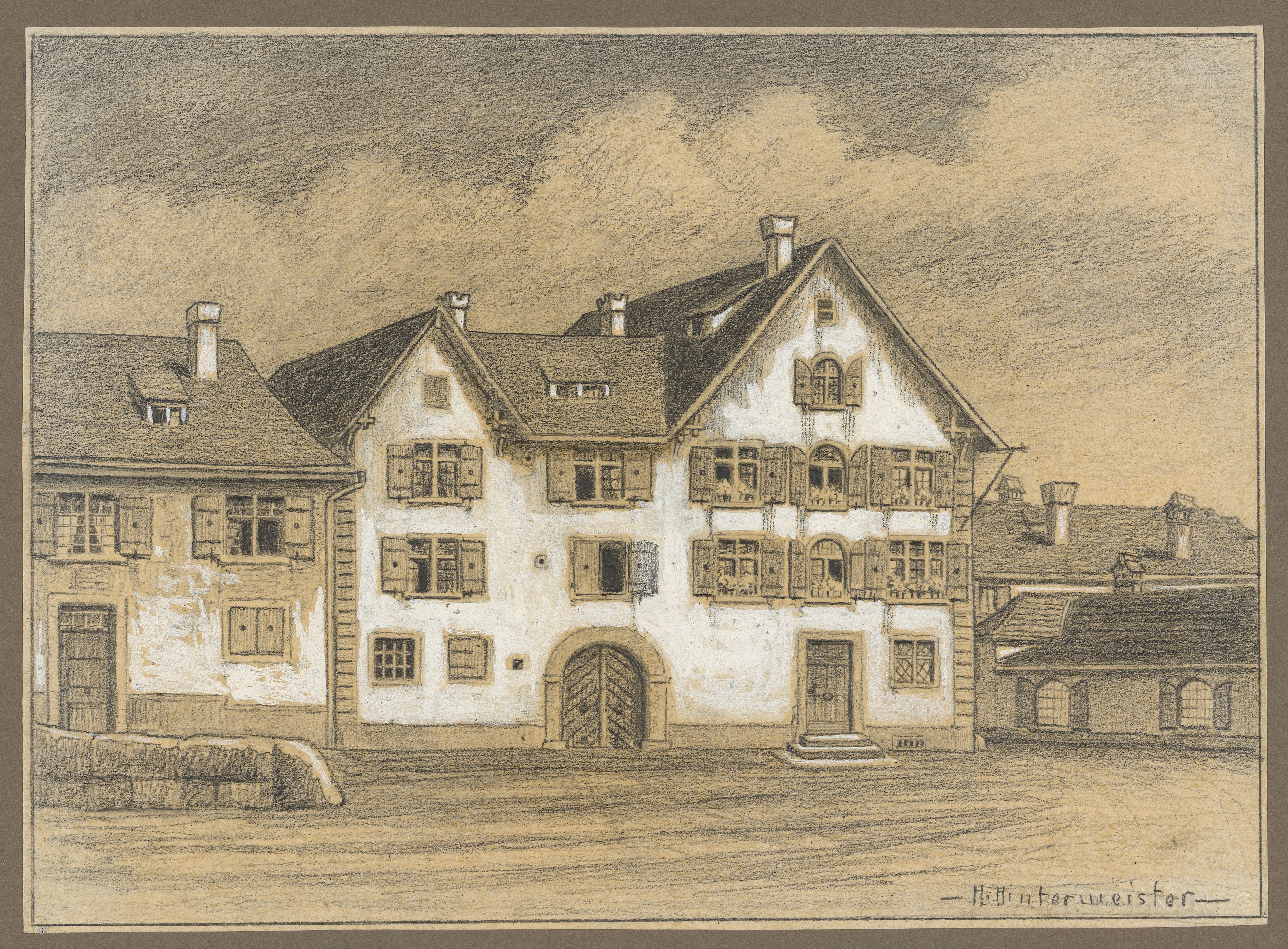
Der Schönenhof auf einer Zeichnung von Hermann Hintermeister, 1931.

Barbara Schulthess, geb. Wolf (* 5. Oktober 1745 in Zürich; † 12. April 1818 ebenda) war eine Freundin von Johann Wolfgang von Goethe und Johann Caspar Lavater. Sie wurde von Zeitgenossen Bäbe genannt. Sie galt als Mittelpunkt des schöngeistigen Zürich im späten 18. Jahrhundert.

## Leben
Schulthess wurde als Tochter eines wohlhabenden Seidenfabrikanten in Zürich geboren. Im Jahr 1763 heiratete sie den Seidenfabrikanten und Hauptmann David Schulthess, mit dem sie vier Kinder bekam. David Schulthess starb 1778, sodass Barbara die Kinder allein aufzog.
1772 kaufte das Ehepaar den Schönenhof in der Zürcher Vorstadt. Er entwickelte sich in den folgenden Jahren zu einem Anlaufpunkt für die Zürcher Gesellschaft. Vor allem durch ihren Freund Johann Caspar Lavater kam Schulthess in Kontakt mit nahezu allen Geistesgrössen Zürichs bzw. Gelehrten, die in Zürich zu Besuch waren. Es fanden häufig Konzerte statt, und das Haus diente ebenso als Atelier für Maler. Schulthess war auch eine Vermittlerin von Literatur, liess ihre Abschriften von aktuellen Werken kursieren und organisierte als Salonnière Abende, in denen man sich die neuesten Erscheinungen auf dem Schweizer Buchmarkt vorlas und auch selbst dichtete.
Schulthess’ Kinder verstarben jung. Um 1800 lebte nur noch die jüngste Tochter, mit deren Familie sie bis zu ihrem Tod 1818 in ihrem Geburtshaus, dem sogenannten „Neuhaus“, Oberdorfstrasse 5, lebte. Der Schönenhof wurde 1935 abgerissen.

## Barbara Schulthess und Johann Wolfgang von Goethe

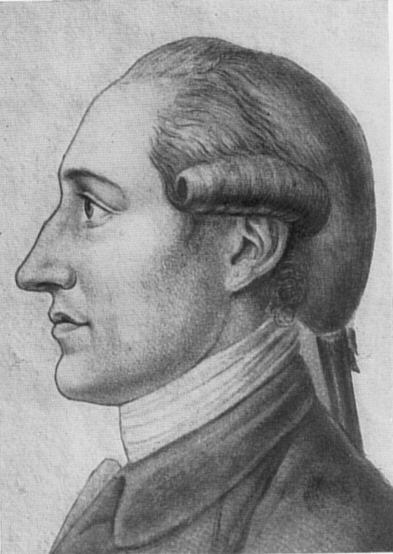
Johann Wolfgang von Goethe, Tuschzeichnung von Johann Heinrich Lips von 1779

Johann Wolfgang von Goethe lernte Schulthess auf seiner ersten Reise in die Schweiz 1775 kennen. Die Bekanntschaft hatte Johann Caspar Lavater vermittelt. Im Schönenhof waren Goethe und auch Philipp Christoph Kayser als Klavierlehrer für ihre Kinder tätig.
In den folgenden Jahren entwickelte sich ein reger Briefwechsel zwischen Goethe und Schulthess. 1779 besuchte er die inzwischen verwitwete Bäbe im Zuge seiner zweiten Reise in die Schweiz erneut. Hier entstand u. a. das Gedicht Gesang der Geister über den Wassern, das Goethe seiner Freundin widmete, und dessen Originalmanuskript sich 1902 in ihrem Nachlass fand. In Konstanz trafen beide 1788 erneut zusammen, jedoch kühlte die Freundschaft in den nächsten Jahren langsam ab, was auch an Goethes zunehmend kritischer Haltung gegenüber Schulthess’ langjährigem Freund Lavater lag. Einen letzten Besuch stattete ihr Goethe 1797 in Zürich ab.
Schulthess verbrannte den gemeinsamen Briefwechsel mit Goethe kurz vor ihrem Tod, und auch Goethe vernichtete die bis 1792 geschriebenen Briefe seiner Freundin.